# Michael Dzovor

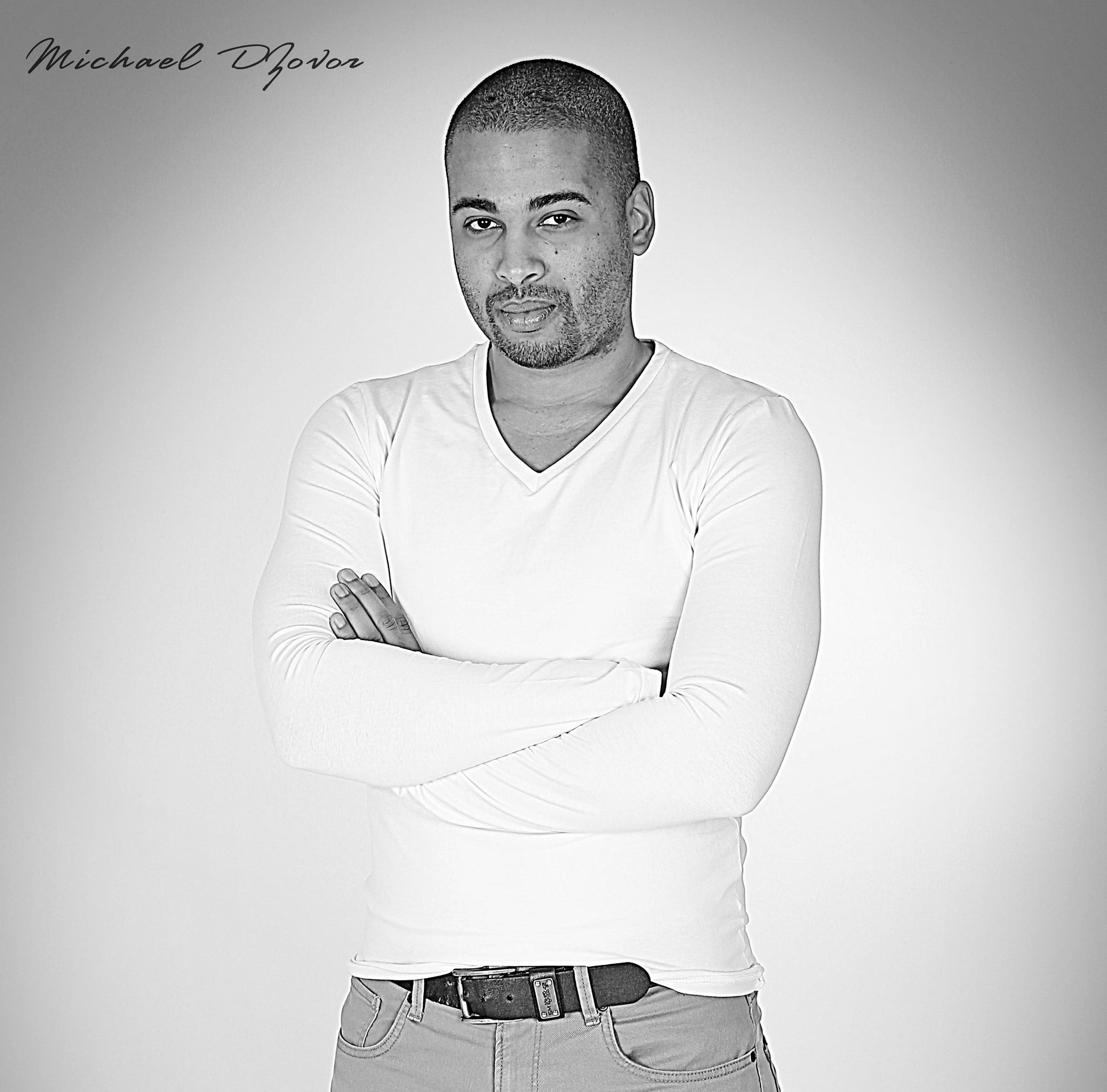
Michael Dzovor

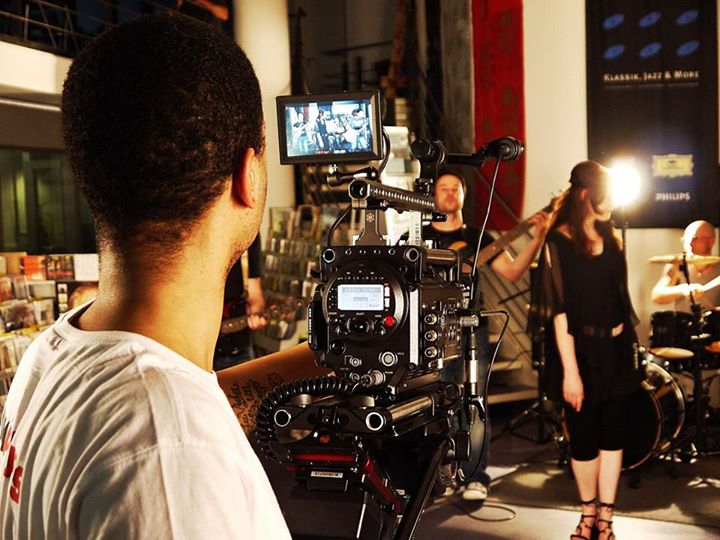
Michael Dzovor bei Dreharbeiten

Michael Dzovor (* 14. Juli 1983 in Stuttgart) ist ein deutscher Video- und Filmproduzent und Gründer von MEM Pictures.

## Leben
Michael Dzovor wurde am 14. Juli 1983 in Stuttgart geboren. Seine Kindheit war sehr schwierig, da er wegen seiner aus Ghana stammenden Herkunft immer wieder auf gesellschaftliche Konflikte stieß. Als Scheidungskind war er schon sehr früh auf sich allein gestellt. Schon mit 20 Jahren machte er sich selbstständig und begann seine Karriere als erfolgreicher Rapper.
Michael Dzovor musizierte mit bekannten Musikern wie Eko Fresh, Marq und Akay von Overground, uvm. Durch seine tiefsinnigen Texte wurde er offizieller Liedermacher der Hilfsorganisation Brot für die Welt. Er organisierte Spendengalas und setzte sich für hilfsbedürftige Menschen ein. Dadurch wurde schnell die Öffentlichkeit auf ihn aufmerksam und er bekam diverse Interviews auf Radiosendern wie z. B. Planet Radio oder TV-Auftritte auf dem KiKa. Auch Plattenlabels hatten schon längst ein Auge auf ihn geworfen und so wurde er Teil der VIBEKINGz, die im Jahre 2006 ihren großen Chart-Hit mit Like the Wind hatten.

## Karriere
Im Jahre 2010 gründete Michael Dzovor die Videoproduktionsfirma MEM Pictures. 2014 unterschrieb er den Kooperationsvertrag auf unbestimmte Zeit bei Adidas. Seither produziert er Werbevideos für den Konzern. 
Auch für seine Musikvideos ist Michael Dzovor in verschiedenen Genres bekannt. 2014 wurde er mit dem deutschen Rock-und-Pop-Preis in der Kategorie „Bestes Musikvideo 2014“ ausgezeichnet.
Für Bibel TV produziert Michael Dzovor eine komplette Fernsehshow namens vollWert, die mehrmals wöchentlich ausgestrahlt wird.

## Musikvideos (Auswahl)
- Andreas Kümmert – Sunrise
- Jesse Ritch feat. Sydney Youngblood – Sit and Wait
- Magic Affair – Hear the Voices
- Meg Pfeiffer – Out of my Soul
- Isabel Soares – Something about you
- Jonesman feat. Twin – Maskenball
- Twin feat. Ali AS & Pretty Mo – Hater
- Cosimo feat. Stuttgart Most Wanted – Partytime
- Yassir – Scheinwerferlicht
- Born – Hol mir was ich will
- Cj Taylor feat. Mawuli – Farbenblind